# Carrabelle
Carrabelle est une localité de Floride située sur le golfe du Mexique dans le comté de Franklin, région de Big Bend. Sa population en expansion est de 2 778 habitants au recensement de 2010. Elle constitue la limite Est du Gulf Intracoastal Waterway.

## Démographie
| 1890 | 1900 | 1910 | 1920  | 1930 | 1940  |
| ---- | ---- | ---- | ----- | ---- | ----- |
| 482  | 923  | 900  | 1 055 | 920  | 1 019 |

| 1950 | 1960  | 1970  | 1980  | 1990  | 2000  |
| ---- | ----- | ----- | ----- | ----- | ----- |
| 970  | 1 146 | 1 044 | 1 304 | 1 200 | 1 303 |

| 2010  | - | - | - | - | - |
| ----- | - | - | - | - | - |
| 2 778 | - | - | - | - | - |